# 布瓦蒙 (默尔特-摩泽尔省)
布瓦蒙（法語：Boismont，法語發音：[bwamɔ̃]）是法国默尔特-摩泽尔省的一个市镇，属于布里埃区。

## 地理
布瓦蒙（49°24'22"N, 5°44'22"E）面积5.43 平方千米，位于法国大東部大區默尔特-摩泽尔省，该省份为法国东北部内陆省份，是洛林的一部分，北邻比利时、卢森堡，北起顺时针与摩泽尔省、下莱茵省、孚日省和默兹省接壤。
与布瓦蒙接壤的市镇（或旧市镇、城区）包括：巴略、巴扎耶、下梅尔西、皮埃尔蓬、昂德旺皮埃尔蓬。

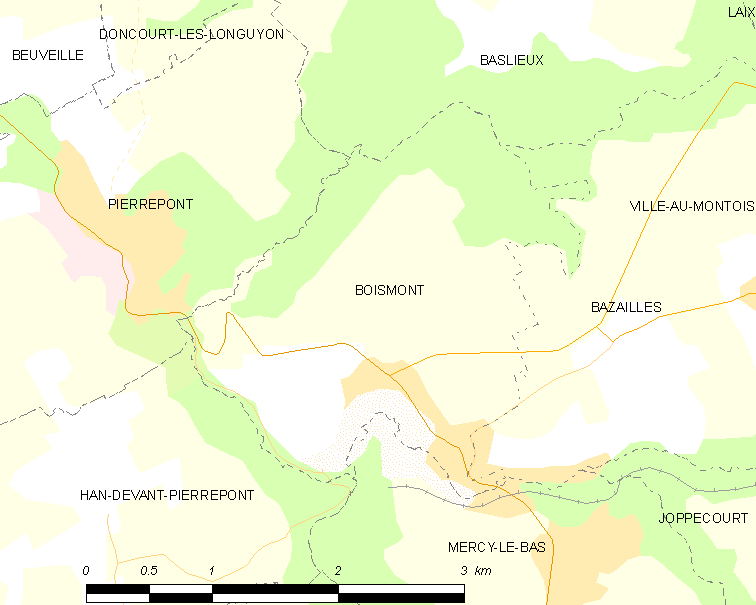
的OSM定位图

布瓦蒙的时区为UTC+01:00、UTC+02:00（夏令时）。

## 行政
布瓦蒙的邮政编码为54620，INSEE市镇编码为54081。

## 政治
布瓦蒙所属的省级选区为蒙圣马丹县。

## 人口

1962-2008年间人口变化图示

布瓦蒙于2022年1月1日时的人口数量为414人。